# لودمیل استایکوف
لودمیل استایکوف (انگلیسی: Ludmil Staikov؛ زادهٔ ۱۸ اکتبر ۱۹۳۷) کارگردان اهل کشور بلغارستان است. وی در بین سال‌های ۱۹۷۲ تا ۱۹۸۸ شش فیلم را کارگردانی کرد. در سال ۱۹۷۲ فیلمی به نام «محبت» ساخت که در هشتمین جشنواره بین‌المللی فیلم مسکو برندهٔ جایزه شد. فیلم دیگرش که «زمان خشونت» نام دارد، در سال ۱۹۸۸ و در جشنواره فیلم کن برندهٔ جایزه برای کارهای نو و نگاهی نو شد.